# Strachkvas
Strachkvas (Ztrahquaz) nebo také Kristián (10. století Praha – 996 Praha) byl český duchovní, nejmladší syn knížete Boleslava I. a jeho manželky Biagoty. Některými badateli mu je připisováno autorství spisu nazývaného Kristiánova legenda.

## Život
Své jméno dostal – v duchu tradičního líčení, jak ho podává na prahu 12. století ve své kronice pražský kapitulní děkan Kosmas, podle „strašného kvasu“ (Kosmas užívá latinského sousloví „terribile convivium“), tedy podle toho, že se prý narodil v den zavraždění knížete Václava v době hostiny, údajně v noci z 27. na 28. září roku 935 (některé prameny uvádějí 929 – odborné bádání toto datum ale již opustilo). Jak dokládá Dušan Třeštík, pravděpodobnější datum narození je po roce 960. Třeštík sám také sladil Kosmovo tendenční líčení s pravděpodobnými životními osudy Boleslavova dle něj nejmladšího syna.

### Vzdělání a činnost
Otec jej v důsledku pokání určil do kněžského stavu a poslal ho studovat do kláštera sv. Jimrama do Řezna, kde posléze složil Kristián – Strachkvas mnišské sliby. Buď zde, nebo dle Třeštíka spíše v Praze, také Kristián sepsal tzv. Kristiánovu legendu (latinsky Vita et passio sancti Wenceslai et sancte Ludmile ave eius — Život a umučení svatého Václava a svaté Ludmily, báby jeho). Toto latinsky psané dílo se stalo jedním ze základních historických pramenů českých středověkých dějin, které jeho první propagátor Josef Pekař označil za "nejstarší kroniku českou".

### Biskupský úřad
Strachkvas se měl stát nástupcem sv. Vojtěcha, ale při svěcení na pražského biskupa v Mohuči jej podle Kosmova líčení popadl záchvat a zemřel. Podle jiné z teorií na tento záchvat nezemřel, ale naději na vysvěcení biskupem definitivně ztratil, v očích tehdejší společnosti byl diskvalifikován, neboť si epileptický záchvat (o němž uvažuje Třeštík) neuměla vysvětlit a odtud pak vedla cesta ke Kosmovu líčení posednutí Strachkvase démonem. Poslední pravděpodobnou stopou po něm byl Wolfenbüttelský rukopis svatováclavské legendy, který dala někdy před 1006 pořídit kněžna vdova Emma, v němž byla obrazová výzdoba pořízena podle Kristiánovy legendy a pravděpodobně i pod jeho vlivem.

## Genealogie
| Vratislav I. nar. ok. 888 zm. 13. února 921 | Vratislav I. nar. ok. 888 zm. 13. února 921 |                                      |                                      | Drahomíra ze Stodor zm. po 935 | Drahomíra ze Stodor zm. po 935 |  |  | ? | ? |          |          | ? | ? |
|                                             |                                             |                                      |                                      |                                |                                |  |  |   |   |          |          |   |   |
|                                             |                                             |                                      |                                      |                                |                                |  |  |   |   |          |          |   |   |
|                                             |                                             | Boleslav I. nar. asi 915 zm. 967/972 | Boleslav I. nar. asi 915 zm. 967/972 |                                |                                |  |  |   |   | Biagota? | Biagota? |   |   |
|                                             |                                             |                                      |                                      |                                |                                |  |  |   |   |          |          |   |   |
|                                             |                                             |                                      |                                      |                                |                                |  |  |   |   |          |          |   |   |
|                                             |                                             |                                      |                                      |                                |                                |  |  |   |   |          |          |   |   |

| Strachkvas (Kristián) nar. asi 935/po 960 zm. 996 |